# Twardówka (wieś)
Twardówka (biał. Цвярдоўка; ros. Твердовка) – wieś na Białorusi, w obwodzie brzeskim, w rejonie pińskim, w sielsowiecie Merczyce, nad Kanałem Ogińskiego.
W dwudziestoleciu międzywojennym leżała w Polsce, w województwie poleskim, w powiecie pińskim, w gminie Porzecze. Po II wojnie światowej w granicach Związku Sowieckiego. Od 1991 w niepodległej Białorusi.